# برئول
شهر برئول (به رومانیایی: Baraolt) در شهرستان کوواسنا در کشور رومانی واقع شده‌است. جمعیت این شهر ۱۰٬۴۶۴ نفر  است.